# Trimmet Byggeri
Trimmet Byggeri er den danske implementering af principperne fra Lean Construction konceptet, suppleret med resultaterne fra en række danske forsøg med udvikling af en bedre og mere effektiv byggeproces, udført siden slutningen af 1980'erne.
Ligesom Lean Construction har Trimmet Byggeri som mål at fremme en byggeproces, der maksimerer værdien for kunden, samtidig med at den minimerer spildet. Derved opnås en øget produktivitet.

## Historie
The International Group for Lean Construction (IGLC) er betegnelsen for et uformelt, internationalt samarbejde om at skabe en bedre byggeproces. Arbejdet er baseret på en anderledes forståelse af projekter og deres ledelse, inspireret af nye tanker om produktion, ikke mindst Toyota Production System Toyota Production System.
Samarbejdet udsprang i 1993 af professor Lauri Koskela’s afhandling: Application of the New Production Philosophy to Construction, Stanford University, Sept. 1992 www.leanconstruction.org/pdf/Koskela-TR72.pdf, som var grundlaget for det første møde i 1993 i Espo i Finland. Herefter fulgte årlige møder i the International Group for Lean Construction (IGLC). Møderne blev afholdt i forskellige dele af verden, hvor forskere og ledende personer fra industrien mødtes og udvekslede tanker, ideer og erfaringer. Kredsen af deltagere voksede støt år for år. Ved det første møde var der blot en håndfuld deltagere, ved IGLC’s 12. møde (nu i konferenceform) i Helsingør i 2004 deltog ca. 120, og i 2011 ved den 19. konference i Lima, Peru rundede deltagerantallet 370 forskere og praktikere fra hele verden.
I de tidlige år var nøglefigurerne – ud over Lauri Koskela – professorerne Glenn Ballard (Berkeley University), Louis Alacon (Universidad Católica de Chile) og Greg Howell (Lean Construction Institute), alle stadig aktive i IGLC. Fra Danmark kom Sven Bertelsen (DTU) til i 1999 - med afsæt i de danske forsøg. Bertelsen inddrog kompleksitetsteorien i forståelsen af (bygge)projekter og deres ofte kaotiske natur.
Parallelt er der opstået en europæisk gruppe – European Group for Lean Construction (EGLC), der mødes halvårligt med fokus på implementeringen af principperne, og på samme vis opstår der nu hyppigt Charters i USA med samlingspunkt i Lean Construction Institute http://www.leanconstruction.org/. Arbejdet i IGLC er globalt, og derfor retter en lang række af de mere end tusind papers, artikler og afhandlinger sig mod den lokale eller regionale byggesektor. Men i Trimmet Byggeri er de relevante ideer for dansk byggeri trukket ud, bearbejdet og formidlet.
Arbejdet med byggeprocessens effektivisering i Danmark startede faktisk med lignende tanker – uden kendskab til Lean Construction – i begyndelsen af 1990’erne i forbindelse med forsøg under Boligministeriets udviklingskvote under betegnelsen Byggelogistik. Sigtet var en bedre styring af byggeriets materialeleverancer ved anvendelse af just-in-time metoder og med inspiration fra Toyota’s produktionsstyring.
Uden den teoretiske forankring, der lå bag Lean Construction, var det imidlertid på daværende tidspunkt svært at forklare succesen i de første danske forsøg, og også de udeblevne resultater i de følgende år, og derfor gled tankerne i glemmebogen indtil Boligministeriets store udviklingsprogram Projekt Hus i 1999. Her faldt blikket i temagruppe 4 om Industrielle Processer nærmest ved et tilfælde på Lean Construction - og derved havde man adgang til et teoretisk paradigme, som kunne levere forståelse og forklaringer. 
Således kunne det konstateres, at de principper, der var udviklet i Byggelogistik, stort set var de samme, som blev benyttet i Last Planner – det helt centrale værktøj på daværende tidspunkt i Lean Construction.
I umiddelbar fortsættelse af Projekt Hus tog entreprenørvirksomheden Højgaard & Schultz a/s, der også havde været deltager i Byggelogistik, initiativ til sammen med den rådgivende ingeniørvirksomhed NIRAS a/s at afprøve Last Planner på et igangværende boligbyggeri: Charlottehaven på Østerbro i København. Resultatet var en succes, og H&S a/s videreførte principperne under betegnelsen Trimbyg.
Flere deltagere fra rådgivere, udførende og forskning viste interesse i disse udviklingsprocesser og deres resultater, og i 2002 stiftedes foreningen Lean Construction - DK www.leanconstruction.dk, der i dag er samlingspunkt og diskussionsforum for en lang række virksomheder, forsknings- og undervisningsinstitutioner og enkeltpersoner med særlig interesse i den fortsatte effektivisering byggeprocessen. Med foreningens oprettelse konsolideredes betegnelsen ’Trimmet Byggeri’ som det officielle danske navn for den tilgang til byggeprocessen, som Lean Construction repræsenterer.

## Metoder
Centralt i Lean Construction – og dermed også i Trimmet Byggeri – er Last Planner System of Production Control (i daglig tale LPS eller Last Planner). Last Planner skaber en pull proces, hvor projektet ikke styres af planerne, men af den faktiske situation på byggepladsen – heraf navnet. Det er det sidste led, der regulerer processen. Opgaver sættes ikke i gang fordi planen siger det, men fordi situationen på stedet siger: Nu er vi klar. Det medfører nogle gange, at man starter tidligere og andre gange senere, men i alle tilfælde med alle forudsætninger på plads – med sunde aktiviteter. Herved reduceres en masse ventetid, fejl og misforståelser, som byggeprocessen er så rig på. Samtidig lægger Last Planner op til et bedre samarbejde på tværs af faggrænser og til en systematisk læring af svigt i processen (Kaizen), således at den hele tiden forbedres, mens den foregår.
Mange sætter lighedstegn mellem Trimmet Byggeri og Last Planner, men den danske udvikling har vist, at der er langt mere i Trimmet Byggeri. Samarbejde i hverdagen – partnering nedefra er det blevet kaldt – er som regel en lige så vigtig faktor som den systematiske anvendelse af Last Planner. Ved at skabe et godt samarbejde på tværs af fagene og få dem i fællesskab til at planlægge deres opgaver med hensyn til de andre fag, slippes kræfterne løs, og forbedringerne opstår. Ensidig indførelse af Last Planner giver derimod ikke signifikante resultater i det danske byggeri, viser erfaringerne.

## Resultater
Anvendelsen af metoderne har igen og igen, såvel i Danmark som internationalt, vist, at produktiviteten stiger betydeligt. I Danmark er der eksempler på en umiddelbar øgning af den værdiskabende tid i produktionen med cirka ti procent, og på lidt længere sigt med tyve procent eller mere. Samtidig falder antallet af fejl, og arbejdsulykker markant, og arbejdsglæden vokser. Det sidste er en væsentlig årsag til, at fagbevægelsen i Danmark kraftigt anbefaler metoderne http://www.batkartellet.dk/Lean_Construction.asp (Webside+ikke+længere+tilgængelig)

## Status
Trods de forbløffende resultater, der opnås uden nogen egentlig investering, er udbredelsen endnu ikke imponerende, om end den spreder sig globalt, og for tiden (2013) især med kraftig acceleration i USA.
Med 4 dedikerede publikationer om grundlag og metoder på dansk, er Danmark i dag (2013) blandt de lande, der har den bedste dokumentation på eget sprog til rådighed for implementeringen af Trimmet Byggeri/Lean Construction. Samtidig anses Danmark af mange som et af de førende lande i verden, når det kommer til udbredelsen af metoderne set i forhold til byggesektorens størrelse. En række eksempler på den danske anvendelse findes i bogen Bedre Byggeprocesser http://www.leanconstruction.dk/bibliotek/litteratur/bogen-bedre-byggeprocesser-femten-trimmede-laerestykker-fra-aktuelt-dansk-byggeri.aspx Arkiveret 5. marts 2016 hos  Wayback Machine